# Адольф Окс
Адольф Саймон Окс (англ. Adolph Simon Ochs; 12 березня 1858 року, Цинциннаті, Огайо, США — 8 квітня 1935 року, Гастінгс-он-Гадсон, Нью-Йорк, США) — американський видавець і власник газет New York Times та The Chattanooga Times (тепер — Chattanooga Times Free Press). Через його єдину дитину, Іфігенію Окс Сульзберґер, та її чоловіка Артура Гейса Сульзберґера, нащадки Окса продовжують видавати газету New York Times і донині.

## Життєпис
Адольф Саймон Окс народився 12 березня 1858 року в Цинциннаті в родині єврейського походження. Був другим сином Джуліуса та Берти Окс. Його батько іммігрував з Баварії до США у 1845 році та оселився в Луїсвіллі, Кентуккі, де приєднався до своїх братів та сестер. Джуліус працював вуличним торговцем, подорожував південними штатами, беручись за різні тимчасові роботи. Він записався до армії США під час американо-мексиканської війни, але не брав участі в бойових діях. По закінченні війни відкрив магазин галантерейних товарів у Натчезі, Міссісіпі, де й зустрів свою майбутню дружину, Берту Леві, яка теж іммігрувала до США з Баварії.
У 1861 році, на початку громадянської війни, Джуліус організував компанію добровольців з Огайо, а пізніше служив у полку, сформованому для захисту міста Ноксвілл, Теннессі, куди він переїхав зі своєю родиною в 1864 році. У Ноксвіллі Адольф Окс навчався в школі, а у вільний час розносив місцеву газету Knoxville Chronicle. У 1871 році він провів рік у Провіденсі, Род-Айленд, де працював у продуктовому магазині своїх дядьків. Там він продовжив свою освіту, відвідуючи вечірні курси в місцевій бізнес-школі. Після повернення до Ноксвілла в 1872 році він працював недовгий час в аптеці, а потім, назавжди покинувши шкільне навчання у віці чотирнадцяти років, повернувся до Chronicle  працювати розсильним. У 15 років Адольф стає учнем у друкарні ноксвільської газети.
У 1875 році Окс вважався вже досвідченим друкарем і продовжив розвивати свою майстерність у виданні Courier-Journal  в Луїсвіллі. В нього добре виходило, але через півроку він повернувся до Ноксвілла, оскільки його родина переживала фінансові труднощі. Після повернення до Ноксвілла він починає працювати в газеті Knoxville Tribune. Спочатку Окс працює в верстатному відділі, потім стає кореспондентом, і врешті — помічником з питань бізнесу. Вже в Knoxville Tribune він замислюється про власну газету.
Окс та його колеги з Knoxville Tribune розглядали місто Чаттануга, Теннессі, як місце для заснування нової газети. На той час в Чаттанузі була тільки одна газета — Chattanooga Times. В 1877 році колишній колега Окс заснував газету Chattanooga Dispatch і запросив Окса працювати її рекламним агентом. Новостворена газета збанкрутувала через кілька місяців. Колеги Окса поїхали з міста, а Окс залишився, щоб врегулювати питання з боргами газети. Врегульовуючи питання боргів, Окс помітив, що в Чаттанузі не було міського довідника. Разом із іншим колегою, який також залишився без роботи після банкрутства Chattanooga Dispatch, він створив міський довідник, і в процесі створення познайомився з деякими з найвпливовіших підприємців і фінансистів міста.
В той час конкурент збанкрутілої Chattanooga Dispatch, газета Chattanooga Times також переживала фінансові труднощі. ЇЇ власник продавав її за 800 доларів, борг газети становив 1500 доларів. Взявши кредит Окс, викупив половину газети та взяв на себе її борги, з умовою негайного контролю над газетою та з опцією викупити іншу половину протягом двох років. Одним з його перших кроків після встановлення контролю над газетою стала підписка на телеграфне агентство Western Associated Press, що забезпечило газеті доступ до загального джерела новин. Крім того, Окс заснував ще одне видання, — Tradesman. В 1880 році Окс викупив іншу половину газети.
В 1883 році Окс одружується з Еффі Міріам Вайз, дочкою рабина Айзека М. Вайза, лідера реформістського юдаїзму в США. В 1892 році в Окса народжується дочка Іфігенія. Окс стає поважним видавцем і встановлює зв'язки з важливими членами суспільства. Його дім в Чаттанузі швидко стає улюбленим місцем зустрічей для видатних жителів міста, а також для сенаторів, банкірів, президентів залізничних підприємства і навіть президентів США (президент Гровер Клівленд і майбутній президент Воррен Гардінг), що відвідували Чаттанугу. Окс продовжував шукати можливості для розширення свого видавничого бізнесу. Спочатку він зосередився на південних газетах, але вже скоро його увагу привернув видавничий ринок Нью-Йорку. В 1896 році він дізнався про скрутне фінансове становище, в якому опинилась газета New York Times. Окс обговорив ідею придбання New York Times із своїм другом, видавцем та менеджером видання Chicago Inter Ocean, і той підтримав ідею.
Окс домовляється із власниками New York Times, що якщо він управлятиме газетою так, що вона буде прибутковою три роки поспіль, він стає її контрольним власником. Він мав важливі рекомендаційні листи, включаючи лист від президента Клівленда. Він взяв кредит, і в 1896 році став одним із власників газети. Окс поступово розширює сферу впливу бренду газети. Починаючи з 1896 року, щотижнево видавалася додаткова публікація, що отримала назву The New York Times Book Review and Magazine. Поступово були додані інші допоміжні видання: The Annalist – фінансовий огляд, що виходив по понеділках; The Times Mid-Week Pictorial — дайджест, що виходив по четвергах; Current History Magazine – щомісячний журнал, заснований під час Першої світової війни. The New York Times Index, запущений у 1913 році, що видався щоквартально, став невід'ємним путівником по подіям сучасності, який можна було порівняти лише із Index, що видавався під брендом The Times у Лондоні.
У 1901 році Окс придбав газету Philadelphia Times і став її редактором. Пізніше газета була об'єднана з іншим виданням, власником якого був також Окс, — Philadelphia Public Ledger. В 1913 році Окс продав ці видання Сайрусу В. К. Куртісу. У 1919 році він створив Times World Wide Photo Service для доповнення фотографій з інших джерел. У 1927 році він започаткував репортерство в галузі науки: найняв наукового журналіста та популяризатора науки Вальдемара Кемпферта, щоб той писав редакційні статті про науку. Крім того, Окс найняв першого газетного репортера, Вільяма Л. Лоуренса, який займався виключно щоденним висвітленням наукових питань.
Окрім останніх двох років життя, Окс залишався тісно пов'язаним із діяльністю New York Times, продовжував керувати цим виданням, яке під його керівництвом вже набуло солідної міжнародної репутації. В 1933 Окс відійшов від справ через стан здоров'я. У квітні 1935 року він разом з онукою Маріан вирушив до Чаттануги, де під час обіду в нього стався крововилив в головний мозок і він помер 8 квітня 1935 року.

## Спадщина
Хоча Окс відійшов від справ протягом останніх двох років життя, він ані призначив, ані назвав свого наступника. Його племінник Джуліус Адлер та зять Артур Гейс Сульзберґер займали вищі керівні посади в New York Times. Окс визначив, що наступник має бути призначений на розсуд довірчих керуючих його спадщини (Адлера, Сульзберґера та доньки Окса Іфігенії) за підтвердженням чотирьох членів правління компанії New York Times Company. Зрештою, Сульзберґер був обраний президентом і видавцем, а також довірчі власники створили посаду генерального директора для Адлера.
Нащадки Окса продовжують займатись справами New York Times: його онук Артур Окс Сульзберґер був видавцем New York Times, а пізніше — головою правління компанії New York Times Company. Його правнук, син Артура, Артур Окс Сульзберґер (молодший), був видавцем  New York Times з 1992 по 2018 рік, а також був головою правління компанії New York Times Company з 1997 по 2020 рік. Праправнук Окса, син Артура Окса Сульзберґера молодшого, Артур Ґреґ Сульзберґер в 2018 році став видавцем New York Times.

## Підхід до журналістики

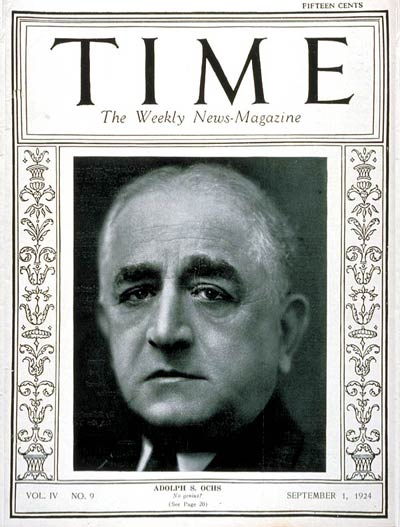
Адольф Окс на обкладинці журналу Time, 1924 рік

Окс був палким прибічником об'єктивності у журналістиці. У своїй промові на зустрічі Національної редакційної асоціації в Сент-Полі, Міннесота, він зазначив, що журналісти повинні вийти за рамки дев'ятнадцятого століття, коли газети розглядались як політичні та особисті платформи, через які редактори висвітлювали свою власну філософію та пропонували новини, які були так само упередженими та спірними, як і сторінка редактора. Окс заявив: « Люди… все більше вимагають газету, яка друкує історію кожного дня без страху перед наслідками, підтримки спеціальних теорій або сприяння особистим інтересам.» Погляд Окса на журналістику і та журналістика, яку він практикував як у Чаттанузі, так і пізніше в Нью-Йорку, були діаметрально протилежними багатьом аспектам журналістики, яка практикувалась в США наприкінці дев'ятнадцятого століття.
Коли він тільки став власником Chattanooga Times в першому ж випуску він окреслив напрям газети — вона буде рухатись у відповідності до консервативної демократії Півдня, дотримуючись незалежності в політичних питаннях. Незвичним було те, що Окс відмовлявся надавати беззастережну підтримку будь-якій партії або руху. Всі реформи в New York Times були направлені на перетворення газети на більш об'єктивне видання. Він припинив публікацію матеріалів, які більше були рекламою, ніж новинами, і виключив погляди редакторів з новин.
В рамках цього підходу, Окс був противником позначок автора в статтях, тобто, вказівок на ім'я автора статті. Він наполягав на тому, що діяльність газети повинна бути абсолютно неупередженою і безособовою. За часів Окса в New York Times жодному редакторові, кореспонденту чи керівнику з питань бізнесу не дозволялося мати друкарські матеріали з його ім'ям. На його переконання, газета як інституція, несла відповідальність за зміст статей, а не автор статті індивідуально.

## Управлінські здібності
Вже в перший рік після того, як Окс став власником та керівником Chattanooga Times газета заробила 12 000 доларів з витратами всього 10 000 доларів, тобто стала прибутковою. Обсяги тиражу та реклами значно покращилися, висвітлення національних та міжнародних подій розширилося завдяки додаванню телеграфних служб, а також покращилося зовнішнє оформлення завдяки новому друкарському обладнанню.
Так само стала фінансово успішною під керівництвом Окса New York Times. Він створив компанію New York Times Co і оздоровив фінанси газети. З щоденним тиражем на 18 серпня 1896 року в розмірі 18 900 примірників (з яких понад половина поверталася непроданою), тираж швидко зростав, досягаючи середнього значення 352 500 у 1921 році. Річні надходження перевищували 15 мільйонів доларів, що, напевно, було більше за показники будь-якої іншої американської газети. На 18 серпня 1921 року, 25-ту річницю переорганізації, персонал New York Times налічував 1885 осіб.

## Філантропічна діяльність

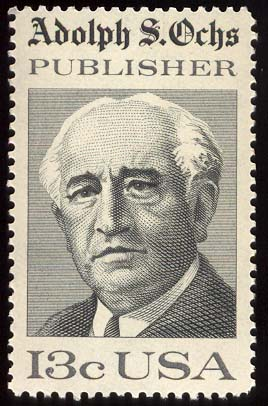
Поштова марка, випущена в 1976 р., із зображенням Адольфа Окса

Окс збирав кошти для заснування Єврейського об'єднаного коледжу (англ. Hebrew Union College). Крім того, він надав 10 000 доларів на будівництво Кафедрального собору Святого Івана Богослова в Нью-Йорку. Окс також надав допомогу в розмірі 25 000 доларів в фонд допомоги єврейським біженцям, які приїжджали з Європи. При цьому він наполягав, щоб ці кошти використовувались на допомогу усім біженцям, а не тільки євреям. Окс виділив 300 000 доларів на заснування храму на честь своїх батьків.

## Вшанування пам'яті
На честь Адольфа Окса названі: молодша (елементарна) школа в Нью-Йорку (англ. P.S. 111 Adolph S. Ochs), льодовик в західній Антарктиді — Льодовик Окса та судно класу «Ліберті» «Адольф С. Окс» (англ. Adolph S Ochs).
В 1976 році Поштова служба США вшанувала Окса, розмістивши його зображення на пам'ятній марці.